# Мисс мира 1998
Мисс Мира 1998 (англ. Miss World 1998) — 48-й ежегодный конкурс красоты, финал которого проводился 26 ноября 1998 года на Сейшельских островах. За победу на нём соревновалось 86 претенденток, победительницей стала представительница Израиля Линор Абаргиль.

## Результаты

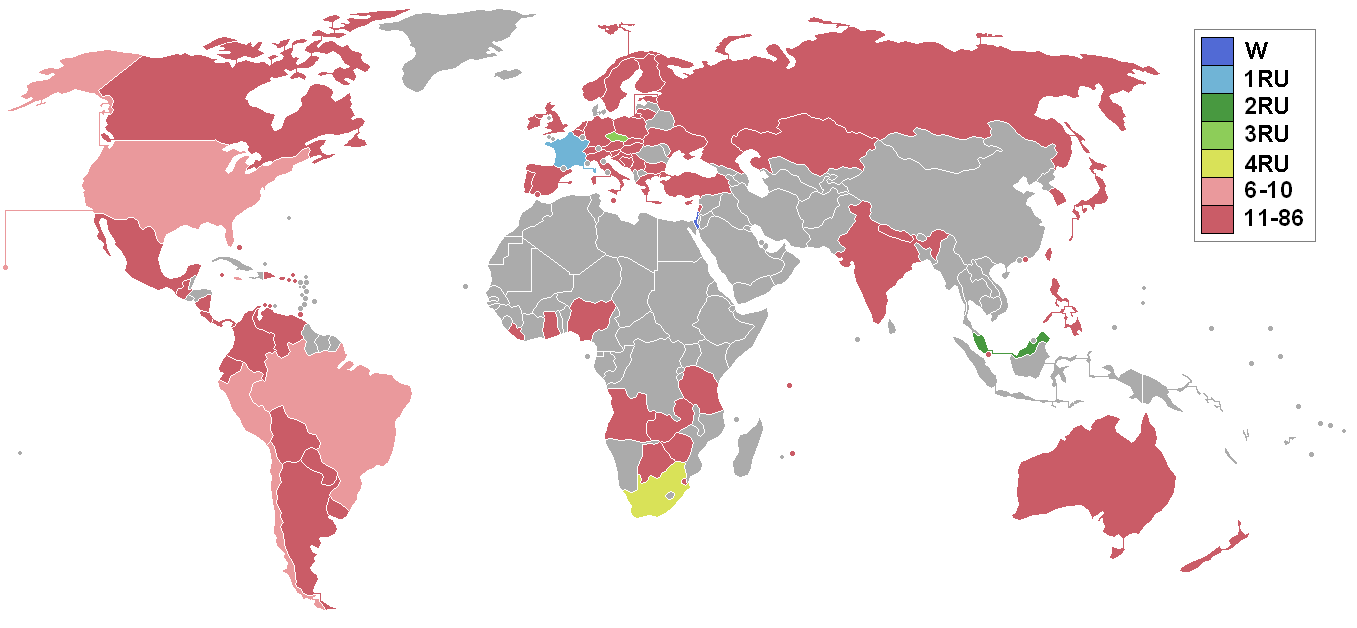
Страны-участницы конкурса «Мисс Мира» — 1998 года

| Итоговый результат | Участница |
| Мисс Мира 1998     | - Израиль — Линор Абаргиль |
| 1-я вице-мисс      | - Франция — Véronique Caloc |
| 2-я вице-мисс      | - Малайзия — Lina Teoh |
| Финалистки         | - Чехия — Alena Šeredová - ЮАР — Kerishnie Naicker                                                                             |
| Полуфиналистки     | - Бразилия — Adrianna Reis - Чили — Daniella Campos - Ямайка — Christine Straw - Перу — Mariana Larrabure - США — Шона Гэмбилл |

### Континентальные Королевы красоты
| Королевы красоты по континентам | Участница                  |
| Африка                          | - ЮАР — Kerishnie Naicker  |
| Америка                         | - Чили — Daniella Campos   |
| Азия и Океания                  | - Малайзия — Lina Teoh     |
| Вест-Индия                      | - Ямайка — Christine Straw |
| Европа                          | - Израиль — Linor Abargil  |

### Топ
Топ-10
| 1. Израиль 2. Перу 3. Чили 4. Франция 5. Бразилия | 6. США 7. Ямайка 8. Южная Африка 9. Малайзия 10. Чехия |

## Судьи
| - Эрик Морли - Диана Хайден — Мисс Мира 1997 - Софи Даль - Пилин Леон — Мисс Мира 1981 - Джона Лому | - Марк Ньюсом - Терри О’Нилл - Мика Пэрис - Жак Вильнёв |

## Участницы
| - Виргинские Острова (США) — Wendy Sanchez - Ангола — Maria Manuela Cortez de Lemos João - Аргентина — Natalia Elisa González - Аруба — Judelca Shahira Briceno - Австралия — Sarah-Jane Camille St. Clair - Австрия — Sabine Lindorfer - Багамские Острова — LeTeasha Henrietta Ingraham - Бельгия — Tanja Dexters - Боливия — Bianca Bauer Áñez - Босния и Герцеговина — Samra Tojaga - Ботсвана — Earthen Pinkinyana Mbulawa - Бразилия — Adriana Reis - Виргинские Острова (Великобритания) — Virginia Olen Rubiane - Болгария — Polina Petkova - Канада — Leanne Baird - Острова Кайман — Gemma Marie McLaughlin - Чили — Daniella Andrea Campos Lathrop - Колумбия — Mónica Marcela Cuartas Jiménez - Коста-Рика — María Luisa Ureña Salazar - Хорватия — Lejla Šehović - Кюрасао — Jeameane Veronica Colastica - Кипр — Chrysanthi Michael - Чехия — Alena Šeredová - Доминиканская Республика — Sharmin Arelis Díaz Costo - Эквадор — Vanessa Natania Graf Alvear - Эстония — Ly Jürgenson - Финляндия — Maaret Saija Nousiainen - Франция — Véronique Caloc - Германия — Sandra Ahrabian - Гана — Efia Owusuaa Marfo - Гибралтар — Melanie Soiza - Греция — Katia Marie Margaritoglou - Гватемала — Glenda Iracema Cifuentes Ruiz - Нидерланды — Nerena Ruinemans - Гонконг — Jessie Chiu Chui-Yi - Венгрия — Eva Horvath - Индия — Annie Thomas - Ирландия — Vivienne Doyle - Израиль — Linor Abargil - Италия — Maria Concetta Travaglini - Ямайка — Christine Renee Straw - Япония — Rie Mochizuki - Казахстан — Anna Kirpota | - Республика Корея — Kim Kun-woo - Ливан — Clemence Achkar - Либерия — Olivia Precious Cooper - Литва — Kristina Pakarnaite - Малайзия — Lina Teoh Pick Lim - Мальта — Rebecca Camilleri - Маврикий — Oona Sujaya Fulena - Мексика — Vilma Verónica Zamora Suñol - Непал — Jyoti Pradhan - Новая Зеландия — Tanya Hayward - Никарагуа — Claudia Patricia Alaniz Hernández - Нигерия — Temitayo Osobu - Норвегия — Henriette Dankersten - Панама — Lorena del Carmen Zagía Miro - Парагвай — Perla Carolina Benítez Gonzales - Перу — Mariana Larrabure de Orbegoso - Филиппины — Rachel Muyot Soriano - Польша — Izabela Opęchowska - Португалия — Marcia Vasconcelos - Пуэрто-Рико — Antonia Alfonso Pagán - Россия — Tatiana Mokrushina - Синт-Мартен — Myrtille Charlotte Brookson - Сейшельские Острова — Alvina Antoinette Grand d’Court - Сингапур — Grace Chay - Словакия — Karolina Cicatkova - Словения — Mihaela (Miša) Novak - ЮАР — Kerishnie Naicker - Испания — Rocío Jiménez Fernández - Свазиленд — Cindy Stanckoczi - Швеция — Джессика Альменас - Швейцария — Sonja Grandjean - Китайская Республика — Chen Yi-Ju - Танзания — Basila Kalubha Mwanukuzi - Тринидад и Тобаго — Jeanette Marie La Caillie - Турция — Buket Saygi - Украина — Nataliya Nadtochey - Великобритания — Эммалин Маклафлин (Emmalene McLoughlin) - США — Шона Гэмбилл (Shauna Gene Gambill) - Уругвай — María Desiree Fernández Mautone - Венесуэла — Verónica Schneider Rodríguez - СР Югославия — Jelena Jakovljević - Замбия — Chisala Chibesa - Зимбабве — Annette Kambarami |

### Group order
| Группа 1 - Мальта - Турция - Синт-Маартен - Сейшельские острова - Италия - Хорватия - Боливия - Южная Африка - Эквадор - Ямайка - Аруба Группа 2 - Германия - Швейцария - Франция - Маврикий - Американские Виргинские острова - Гибралтар - Япония - Австралия - Корея - Литва - Великобритания | Группа 3 - Венгрия - Малайзия - Чили - Зимбабве - Доминиканская Республика - Соединённые Штаты - Колумбия - Швеция - Финляндия - Либерия - Словакия Группа 4 - Бельгия - Ботсвана - Голландия - Нигерия - Кипр - Непал - Гватемала - Каймановы острова - Кюрасао | Группа 5 - Танзания - Канада - Бразилия - Тринидад и Тобаго - Аргентина - Новая Зеландия - Польша - Замбия - Hong Kong Китай - Испания - Израиль Группа 6 - Эстония - Ирландия - Гана - Ливан - Свазиленд - Босния и Герцеговина - Австрия - Венесуэла - Югославия - Уругвай - Чешская Республика | Группа 7 - Китайский Тайбэй - Пуэрто-Рико - Коста-Рика - Сингапур - Багамские острова - Панама - Британские Виргинские острова - Болгария - Казахстан - Мексика - Норвегия Группа 8 - Украине - Россия - Греция - Португалия - Словения - Перу - Индия - Филиппины - Ангола - Никарагуа - Парагвай |

Примечание: Участницы, которые не разговаривали по-английски, выделены курсивом.
Фоновая музыка
- Группа 1: Soul Bossa Nova — Quincy Jones
- Группа 2: Une Very Stylish Fille — Dimitri from Paris
- Группа 3: Garden Party — Mezzoforte
- Группа 4:
- Группа 5:
- Группа 6: Pick Up The Pieces — Average White Band
- Группа 7:
- Группа 8: Would You Go To Bed With Me — Touch & Go

## Заметки

### Дебют
- Ангола, Казахстан и Синт-Маартен участвовали в конкурсе впервые.

### Вернулись
- Никарагуа последний раз участвовали в 1977 году.
- Либерия последний раз участвовали в 1988 году.
- Маврикий последний раз участвовали в 1994 году.
- Кюрасао и Нигерия последний раз участвовали в 1996 году.

### Отказались
- Латвия участница не участвовала в конкурсе по личным причинам.
- Таиланд не хватало спонсорской послать делегата.
- Ирак из-за разногласий между Эриком Морли и Мисс Ирак, в силу санкций Ирака.

=